# HD 100546 b

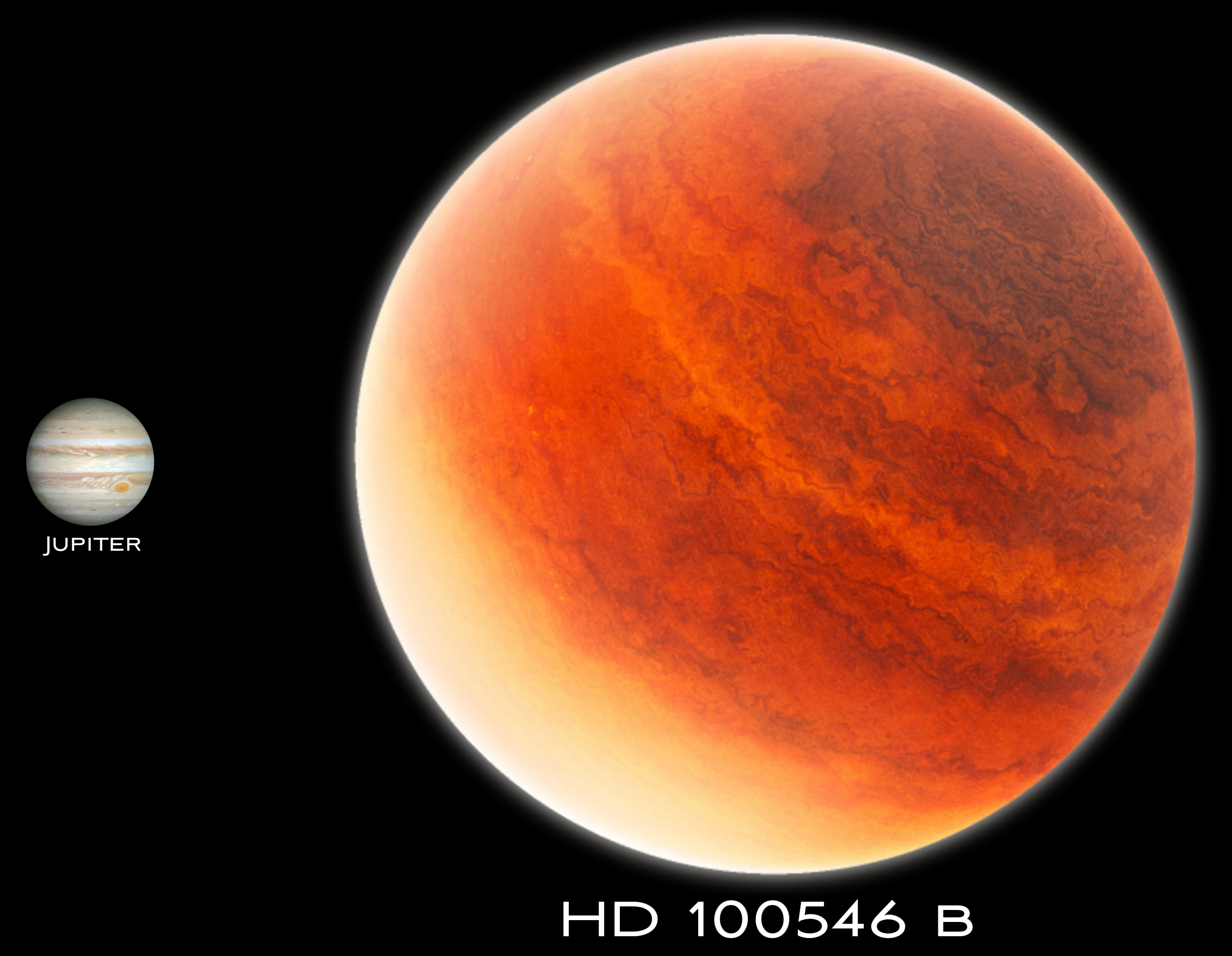
Порівняння розмірів HD 100546 b з Юпітером.

HD 100546 b — масивна газова екзопланета, що формується (коричневий карлик). Є супутником системи біло-блакитної зірки HD 100546. Можливо, є найбільшою з усіх виявлених екзопланет.
Маса масивної газової екзопланети HD 100546 b складає 8.5 маси Юпітера, радіус — 6,9 радіусів Юпітера, велика піввісь — 53,0 а. о., орбітальний період звернення — 249,2 роки.

## Інтернет-ресурси
- Порівняння найбільших об'єктів у Всесвіті